# Wichan. El juicio
Wichan. El juicio es un cortometraje dirigido por Magali Meneses sobre el pueblo mapuche, hablado en mapudungun y español. Se basa en un pasaje de la obra de Pascual Coña, Lonco Pascual Coña ñi tuculpazugun - Testimonio de un cacique mapuche. 
La película se filmó en las comunidades del Lago Budi en la Araucanía, y describe la celebración de un juicio de acuerdo con las costumbres de la tradición mapuche. La película participó en el Concurso de Filmes Latinoamericanos. Esta es una de las pocas películas hablada en mapudungun con subtítulos en español.

## Sinopsis
La película comienza con escenas cotidianas en el sur de Chile, en la región de las comunidades mapuche del Lago Budi. Una niña le comenta a su tío que ha llegado Carabineros a la localidad. El tío comienza a relatar cómo se solucionaban antiguamente los conflictos entre los mapuches.
Esto da inicio a la historia antigua, donde un mensajero o werkén llega a una comunidad dando aviso de que ocurrió un robo y que el culpable sería un miembro de esa comunidad. Se le dice al mensajero que habrá una reunión en la madrugada del siguiente día.
Se reúnen ambas comunidades y dialogan sus representantes o lonco. El lonco de la comunidad afectada, Lorenzo Aillapán, conoce la identidad del culpable del robo, gracias a un testigo. El culpable al principio niega el robo, pero después confiesa. Identificado el culpable, se celebra una comida. Los lonko acuerdan imponer una cantidad a pagar al culpable y el plazo para pagar. Las comunidades vuelven a sus hogares. 
Tiempo después el culpable del robo ofrece una joya de plata al lonko de la comunidad afectada para que revele quién ha sido su testigo. Este acepta la joya y le dice quién fue el testigo. Comienza el culpable a perseguir el testigo y durante la persecución se revela que el testigo fue cómplice del robo. Finalmente, termina la persecución y el culpable obliga al testigo a pagar la joya que tuvo que entregar al lonko, más la mitad de lo cobrado en el juicio. La narrativa vuelve a la situación inicial, donde el tío finaliza su historia comentando que el "cómplice sale muy pobre de su negocio como testigo”.

## Premios
| Año  | Festival                                                                   | Categoría                | Premio        | Resultado |
| ---- | -------------------------------------------------------------------------- | ------------------------ | ------------- | --------- |
| 1994 | Festival Internacional de Cine de Valdivia                                 | Competencia Largometraje | Primer Premio | Ganadora  |
| 1995 | Festival internacional de programas audiovisuales documentales de Biarritz | Programa corto           | Oro           | Ganadora  |